# Peña Colorada, Eloxochitlán de Flores Magón
Peña Colorada är en ort i Mexiko.   Den ligger i kommunen Eloxochitlán de Flores Magón och delstaten Oaxaca, i den sydöstra delen av landet, 270 km sydost om huvudstaden Mexico City. Peña Colorada ligger 1 695 meter över havet och antalet invånare är 274.
Terrängen runt Peña Colorada är kuperad åt sydväst, men åt nordost är den bergig. Runt Peña Colorada är det tätbefolkat, med 369 invånare per kvadratkilometer. Närmaste större samhälle är Huautla de Jiménez, 9,4 km sydost om Peña Colorada. I omgivningarna runt Peña Colorada växer i huvudsak städsegrön lövskog.